# Llista de naus espacials alimentades per bateries no recarregables
Això és una llista de naus espacials alimentades per bateries no recarregables; naus espacials amb bateries químiques no recarregables. És un grup selectiu, però inclou famoses naus espacials com el Sputnik i l'Explorer 1, i els primers mòduls d'aterratge de la Lluna, Mart, Venus, Júpiter i la lluna de Saturn Tità.

## No tripulats
| Nau                    | Parentesc         | Tipus de bateria                          | Notes                                                                            |
| ---------------------- | ----------------- | ----------------------------------------- | -------------------------------------------------------------------------------- |
| Deep Space 2           | Mars Polar Lander | Clorur de liti-tionil                     | Perdut (1999)                                                                    |
| ExoMars Schiaparelli   |                   |                                           | Llançat el 14 març 2016, perdut en estavellar-se el 20 d'octubre del mateix any. |
| Explorer 1             |                   | Òxid de zinc-mercuri (Zn-HgO)             | Satèl·lit terrestre (1958)                                                       |
| Explorer 8             |                   | Mercuri                                   | Satèl·lit terrestre (1960)                                                       |
| Explorer 17 (AE-A)     |                   |                                           | Satèl·lit terrestre (1966)                                                       |
| Sonda Galileo          | Galileo           | Lithium-sulfur dioxide Ca/CaCrO4 (tèrmic) | Entrada atmosfèrica a Júpiter (1995)                                             |
| Huygens                | Cassini           | Diòxid de sofre-liti (Li-SO2)             | Va aterrar a Tità, la lluna de Saturn (2004)                                     |
| Luna 1                 |                   | Plata-zinc, òxid de mercuri               | Sobrevol lunar, ara abandonat en òrbita heliocèntrica (1959)                     |
| Luna 10                |                   |                                           | Òrbita lunar (1966)                                                              |
| Luna 11                |                   |                                           | Òrbita lunar (1966)                                                              |
| Luna 24 (Ye-8-5M)      |                   |                                           | Retorn de mostres lunar (1976)                                                   |
| Aterradors Mars 2 & 3  | Mars 2 & 3        |                                           | Mòduls de descens marcians (1972)                                                |
| Mercury-Scout 1        |                   |                                           | Error de llançament (1961)                                                       |
| Pioneer 4              |                   | Mercuri                                   | Abandonat en òrbita heliocèntrica (1959)                                         |
| Pioneer Venus Probes   | Pioneer Venus Bus | Plata-Zinc (AgZn)                         | Entrada atmosfèrica a Venus (1978)                                               |
| Phobos Hopper (Prop-F) | Phobos 2          |                                           | Perdut (1989)                                                                    |
| Sputnik                |                   | Plata-Zinc (AgZn)                         | Satèl·lit terrestre (1957)                                                       |
| SuitSat                | EEI               |                                           | Satèl·lit terrestre (2006)                                                       |
| Aterradors Venera      | Venera            |                                           | Diverses sondes/aterradors de Venus                                              |
| Globus Vega 1 & 2      | Vega 1 & 2        | Liti                                      | Globus de Venus (1985)                                                           |

| Nau                  | Parentesc       | Tipus de bateria                                            | Secundària         | Notes                                    |
| -------------------- | --------------- | ----------------------------------------------------------- | ------------------ | ---------------------------------------- |
| Luna 9               |                 |                                                             | Solar              | Allunatge (1966)                         |
| Astromòbil Sojourner | Mars Pathfinder | Clorur de liti-tionil (LiSOCL2)                             | Solar              | Astromòbil de Mart (1997)                |
| Sputnik 3            | -               | Silver-Zinc                                                 | Solar (Experiment) | Satèl·lit terrestre                      |
| Philae               | Rosetta         | Clorur de liti-tionil (LiSOCl2) (900 W*h) Liti-ió (100 W*h) | Solar              | Cometa 67P/Txuriúmov-Herassimenko (2014) |
| Vanguard 1           |                 | Mercuri                                                     |                    | Satèl·lit terrestre (1958)               |

L'energia primària prové d'una bateria química, però es queda sense sistema secundari. Per exemple, el Luna 9 es va quedar sense energia després de tres dies.

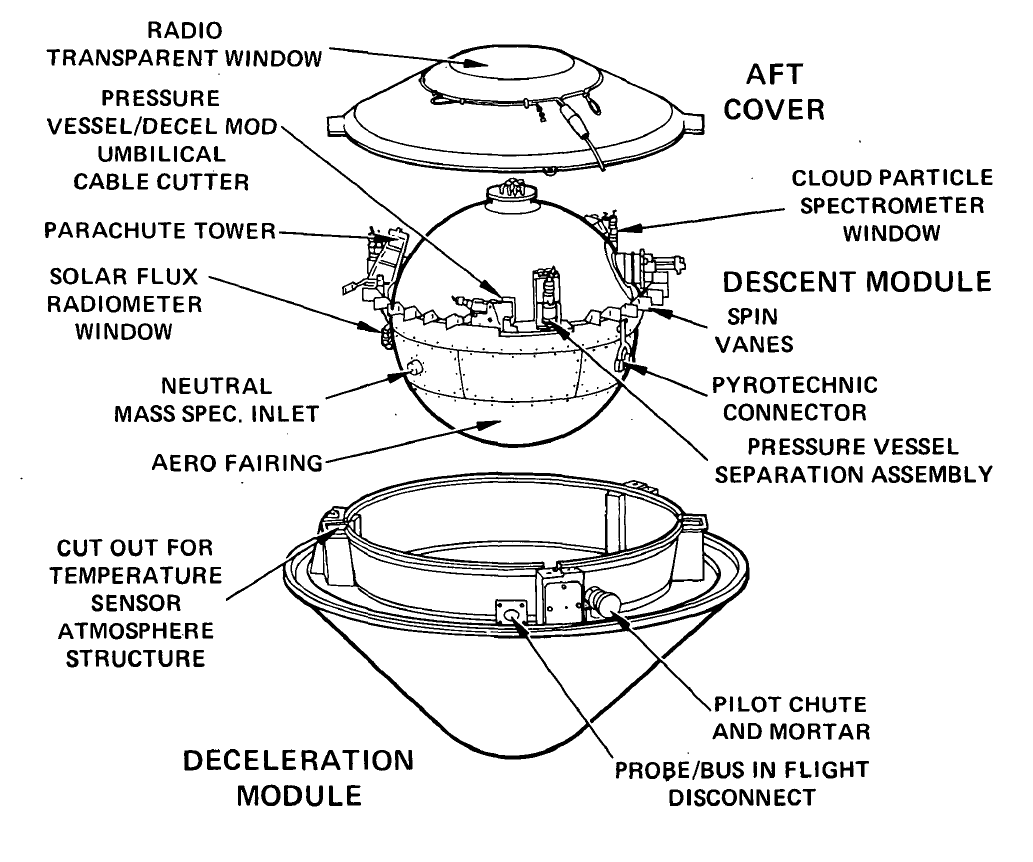
Pioneer Venus Large Probe (1-finestra transparent de ràdio, 2-la protecció de cua, 3-antenes, 4-contenidors hermètics, 5-sensors, 6-protecció frontal)

## Tripulats
- Transbordadors espacials estatunidencs, piles de combustible d'hidrogen-oxigen[25]
- Gemini, al principi de plata-zinc,[26] posteriorment de piles de combustible d'hidrogen-oxigen[27]
- Mercury
- Apollo CSM, piles de combustible d'hidrogen-oxigen[28]
- Apollo Lunar Lander, Ag-Zn[29]
- Soiuz 7K-T
- Vostok
- Voskshod